# Leucosalpa madagascariensis
Leucosalpa madagascariensis är en snyltrotsväxtart som beskrevs av S. Elliot. Leucosalpa madagascariensis ingår i släktet Leucosalpa och familjen snyltrotsväxter. Inga underarter finns listade i Catalogue of Life.